# Shaw Loo
Shaw Loo (en birmano: ရှောလူး; 1 de enero de 1839 - 10 de octubre de 1929) fue el primer médico birmano formado en Occidente. Fue el primer estudiante birmano que estudió en Estados Unidos. Fue el primer birmano en recibir un título de médico occidental, y la Universidad Bucknell le otorgó una maestría, lo que lo convirtió en el primer birmano en recibir una maestría de posgrado. Shaw Loo es considerado el «padre de la medicina moderna» en Birmania.

## Primeros años de vida
Shaw Loo nació el 1 de enero de 1839 en una familia de etnia Mon, en Moulmein, entonces bajo dominio británico. Era el hijo mayor de Shwe Thet y Pwa Hla. Su madre, Pwa Hla, era bisnieta de Barai-Vati, duque de Myawaddy, y hermano menor del rey Binnya Dala. Su padre Shwe Thet enseñó birmano a los oficiales británicos. Después de que sus padres se divorciaron en 1854, sus familiares tuvieron que cuidar de Shwe Loo durante los siguientes años.

## Carrera

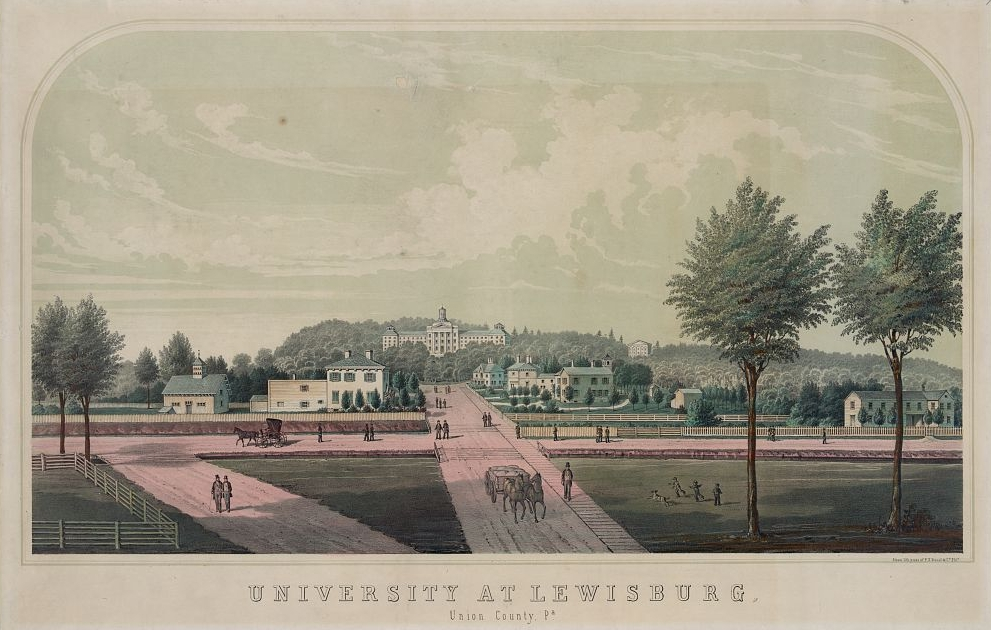
Universidad Bucknell en la década de 1870.

En 1857, cuando tenía 17 años, Shaw Loo se fue a Calcuta para asistir a la universidad. Durante el motín indio de 1858, viajó a los Estados Unidos en un barco, trabajando como grumete. Como no tenía dinero, aceptó trabajos ocasionales para ganarse la vida hasta que pudo ir a la Universidad de Lewisburg (ahora Universidad Bucknell) en Pensilvania. Allí estudió griego, latín, filosofía, historia y ciencias. Se convirtió en el primer estudiante internacional de la universidad. Se matriculó en el Cleveland Medical College y recibió su título de médico en 1867, convirtiéndose en el primer médico birmano formado en Occidente. Ese mismo año, la Universidad de Lewisburg también le otorgó una maestría.
En 1867, Shaw Loo se reunió con el presidente Andrew Johnson y lo convenció para que escribiera una carta de recomendación al rey Mindon. A su regreso a Birmania, Shaw Loo fue recibido por el rey Mindon en Mandalay. El rey le permitió quedarse en el jardín real del norte y le ofreció un puesto en la corte real. Sin embargo, Shaw Loo rechazó la oferta. Sólo permaneció en el palacio unos 20 días antes de regresar a Moulmein, donde pasó la mayor parte de su vida profesional sirviendo a pacientes y educando a estudiantes. En febrero de 1878 compiló un libro de medicina llamado Painkiller. Fue publicado por U Ni en la imprenta Moulmein Aswe. Shaw Loo fue bautizado por Adoniram Judson. Murió el 10 de octubre de 1929 en Moulmein a la edad de 90 años.

## Familia
Shaw Loo estuvo casado dos veces. En 1869, mientras trabajaba como profesor en la escuela secundaria del gobierno de Rangún. Se casó con Lucy Pereira, hija de un capitán británico. Tuvieron siete hijos. Su esposa murió mientras daba a luz al hijo menor. Después de dos años, se casó con Shwe Pwint y la pareja tuvo tres hijos.

## Legado
Noventa años después de la llegada de Shaw Loo a Lewisburg, la Universidad de Lewisburg creó Burma-Bucknell Weekends para honrar sus vínculos únicos y duraderos con Birmania. De 1949 a 1966, se celebraron 16 fines de semana Birmania-Bucknell; Se invitó a estudiantes birmanos de universidades cercanas y personal de la embajada birmana como símbolo de amistad entre el país y Bucknell. El premio Burma-Bucknell Bowl, símbolo de amistad entre Birmania y Bucknell, se otorga anualmente a estudiantes y académicos que han hecho contribuciones significativas al entendimiento intercultural e internacional.